# Peercast
PeerCast是一個開源的流媒體通訊工具。它以點對點的傳輸原理減少了發放者伺服器的負擔。
Peercast是以GPL的許可証方式發佈，並可以在Linux、Windows與Mac平台上使用。（Peercast軟件的源代碼可以在https://web.archive.org/web/20060429145949/http://www.peercast.org/code/ 取得。）